# Flaming June
Flaming June (Nederlands: Vlammende Juno) is een schilderij van de Engelse kunstschilder Frederic Leighton, olieverf op doek, 120,6 × 120,6 centimeter groot, gemaakt in 1895. Het is een impressionistische weergave van een slapende jonge vrouw in een oranje gewaad. Het schilderij bevindt zich momenteel in het Museo de Arte de Ponce te Ponce, Puerto Rico.

## Context
Leighton schilderde Flaming June in het laatste jaar van zijn actieve schildersloopbaan. Het zou zijn Magnum opus blijken. In het licht van zijn lange carrière mag dat late hoogtepunt opvallend heten. Leighton gold in de jaren 1850 als een van de grootste beloften uit de Engelse schilderkunst. In 1855 werd zijn in Italië gemaakte Cimabue's Celebrated Madonna door de toonaangevende criticus John Ruskin geprezen tijdens een expositie bij de Royal Academy of Arts en aangekocht door Koningin Victoria. Later zou hij de grote verwachtingen echter maar moeilijk waar kunnen maken. In de jaren 1860 en 1870 bleef hij in de schaduw van de belangrijkste prerafaëlitische schilders, tot wiens stijl hij toenadering had gezocht. Toen hij in de jaren 1880 echter, in navolging van Lourens Alma Tadema en Albert Moore, overschakelde naar een meer klassieke "Olympische" variant van het prerafaëlisme, ging het langzaam weer opwaarts met de waardering van zijn werk. Hoe verder in zijn carrière, hoe beter de kwaliteit van zijn werk ook leek te worden, met Flaming June als algemeen erkend hoogtepunt.

## Afbeelding

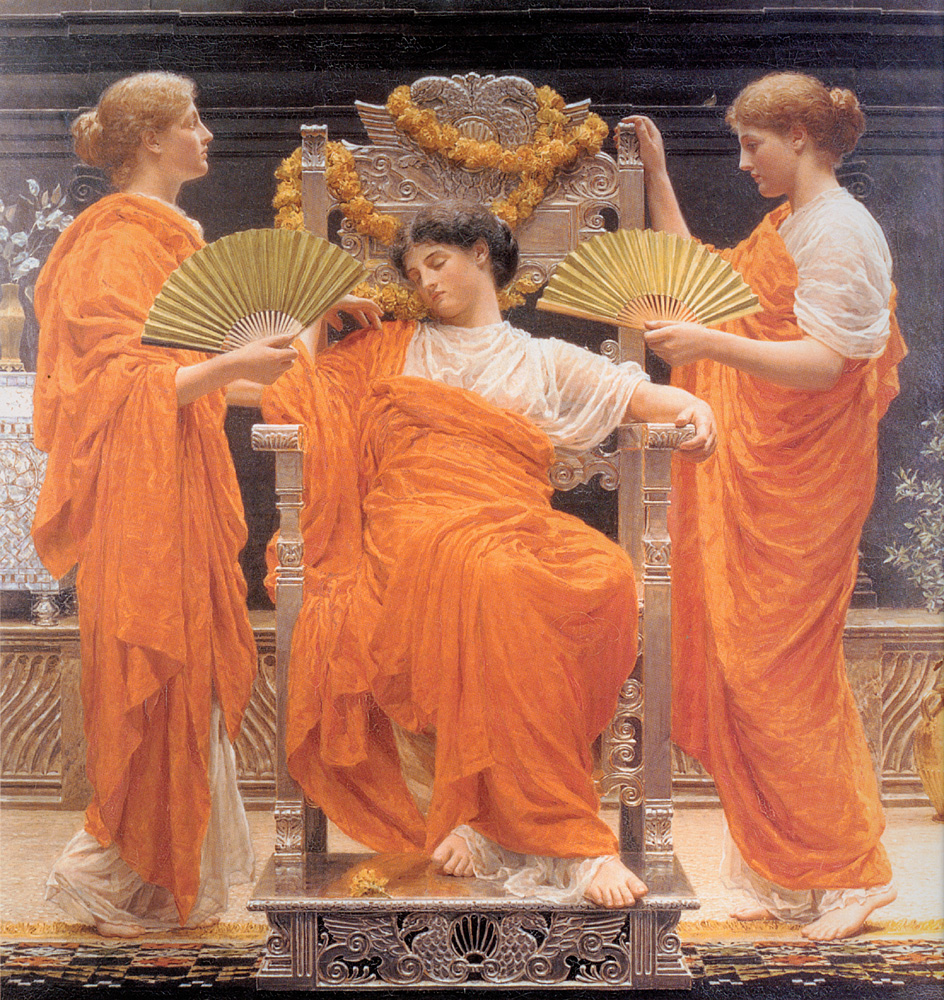
Albert Moores Midsummer (1887), inspiratiebron voor Leighton

In Flaming June portretteert Leighton op uiterst serene wijze een jonge vrouw in een weelderig feloranje gewaad, vervallen in slaap. Op de achtergrond is de zacht ruisende branding van de mediterrane zee weergegeven, bij ondergaande zon. De oleander rechtsboven symboliseert de fragiele relatie tussen de slaap en de dood. De naam June in de titel refereert aan de zwoele lome voorzomer, maar ook aan de Romeinse godin Juno, die het ideaalbeeld van de vrouw maar ook de aperte sensualiteit in werk belichaamt.
Een belangrijk deel van de kracht van Flaming June is gelegen in de opvallende compositie: de dynamische S-curve van het model contrasteert met diverse statische horizontale lijnen op de achtergrond, waarmee een bijzondere spanning wordt gecreëerd. Daarbovenop plaatst Leighton zijn letterlijk vlammende oranje kleuren, waardoor hij geïnspireerd werd door Alberts Moore’s Midsummer (1887), waarin ook dezelfde weelderigheid en dromerige ontspanning kan worden herkend. De kleurstelling geeft het werk iets onwerkelijks, dat ook met het goddelijke geassocieerd kan worden.
De actrice Dorothy Dene stond waarschijnlijk model voor Flaming June. Leighton zag haar als het ideale klassieke model en portretteerde haar al diverse malen eerder. Hij prees haar puntgave huid, die hij in dit werk met groot meesterschap weet weer te geven, hetgeen evenzeer gezegd kan worden van de texturen. Vooraf maakte hij een groot aantal studies van zijn model, meestal naakt en in verschillende houdingen, waaruit blijkt dat het zoeken naar de juiste positie hem veel hoofdbrekens moet hebben gekost.

## Naar Puerto Rico

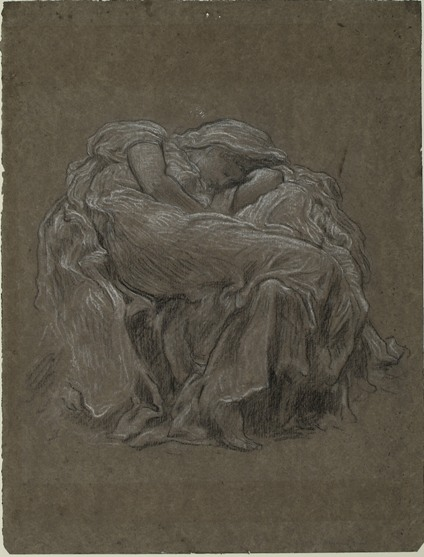
Studie voor het schilderij

Flaming June is binnen de kunsthistorie niet alleen gekend om haar artistieke kwaliteiten, maar ook om het merkwaardige verhaal over de verkoop van het werk in 1963, een tijd waarin de waardering Victoriaanse en prerafaëlitische werken zich in Engeland op een absoluut dieptepunt bevond. De Britse componist Andrew Lloyd Webber, een fervent verzamelaar van prerafaëlitische kunst, vertelde later over de oorsprong van deze passie dat hij Leightons werk in dat jaar voor 50 Engelse pond te koop zag staan in de etalage van een Londense kunsthandel. Webber beschikte als vijftienjarige op dat moment echter niet over het gevraagde bedrag en kreeg het ook niet geleend. "Als je in die tijd wilde dat mensen van mijn ouders' generatie zich tijdens een dinertje verslikten in hun fonduehapjes, moest je vooral de naam prerafaëlieten noemen", legde hij uit over zijn mislukte bedelgang. Ondertussen werd het schilderij verkocht aan Luis Ferré, een rijke industrieel en politicus uit Puerto Rico, die het werk meenam naar zijn vaderland en het daar korte tijd later overdroeg aan het kunstmuseum in Ponce. Jaren later zou Webber, inmiddels een vermogend man, 6 miljoen pond bieden voor het werk maar het museum deed het werk niet van de hand. De waarde van het werk, dat tegenwoordig gezien wordt als een van de topstukken van de Victoriaanse kunst uit het einde van de negentiende eeuw, wordt door sommigen zelfs op meer dan het dubbele getaxeerd.

## Galerij

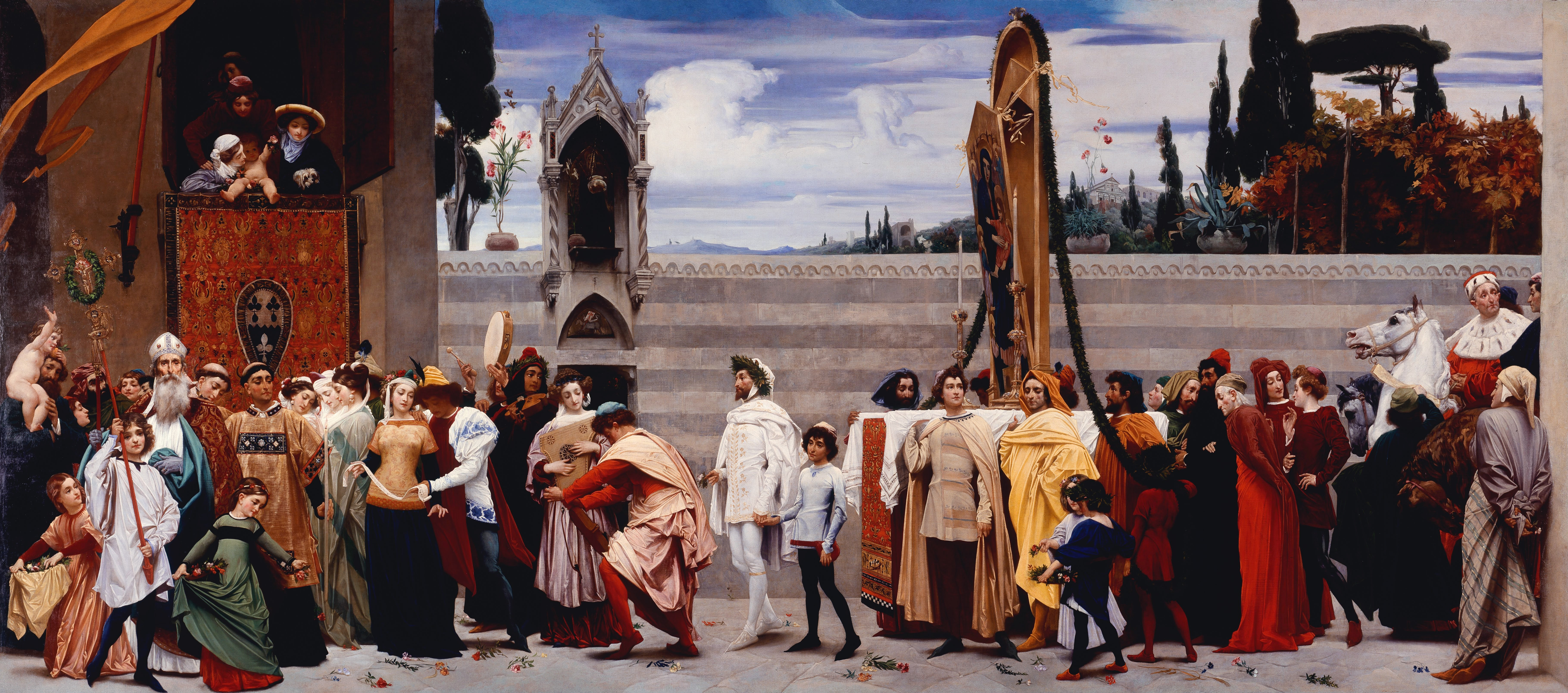
Cimabue's Madonna Carried in Procession, 1853-1855, Leightons eerste succeswerk
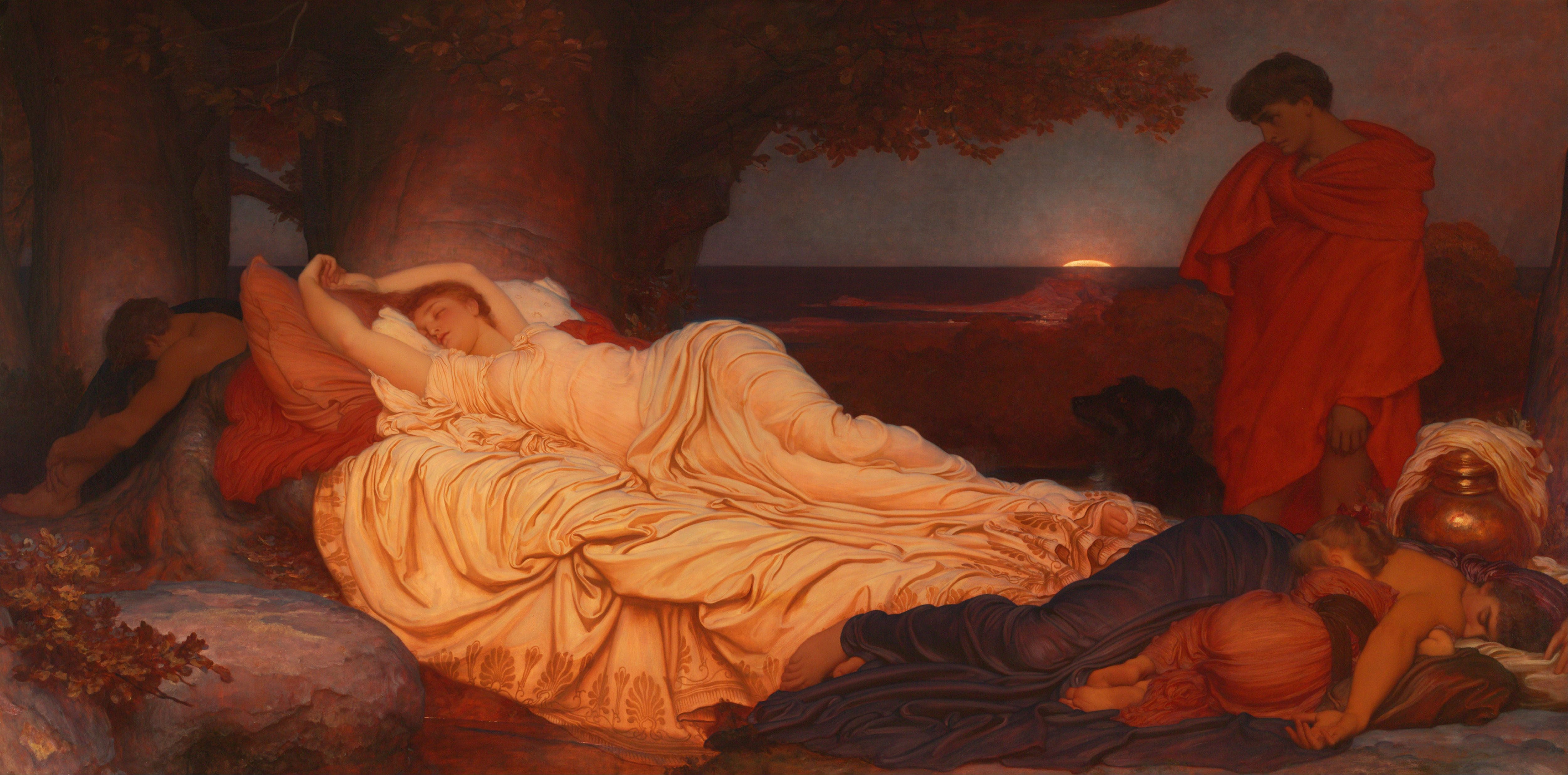
Cymon and Iphigenia, 1884, ook met Dorothy Dene als model